# Lagrangiana di Darwin
La Lagrangiana di Darwin descrive l'interazione all'ordine {\displaystyle {\frac {v^{2}}{c^{2}}}} tra due particelle cariche nel vuoto. Deve il suo nome a Charles Galton Darwin, nipote del naturalista Charles Darwin. La Lagrangiana è data da
{\displaystyle L=L_{\text{f}}+L_{\text{int}},}
dove la Lagrangiana di particella libera è
{\displaystyle L_{\text{f}}={\frac {1}{2}}m_{1}v_{1}^{2}+{\frac {1}{8c^{2}}}m_{1}v_{1}^{4}+{\frac {1}{2}}m_{2}v_{2}^{2}+{\frac {1}{8c^{2}}}m_{2}v_{2}^{4},}
mentre la Lagrangiana d'interazione è
{\displaystyle L_{\text{int}}=L_{\text{C}}+L_{\text{D}},}
in cui l'interazione coulombiana è
{\displaystyle L_{\text{C}}=-{\frac {q_{1}q_{2}}{r}},}
e l'interazione di Darwin è
{\displaystyle L_{\text{D}}={\frac {q_{1}q_{2}}{r}}{\frac {1}{2c^{2}}}\mathbf {v} _{1}\cdot \left[\mathbf {1} +\mathbf {\hat {r}} \mathbf {\hat {r}} \right]\cdot \mathbf {v} _{2}.}
Nelle formule {\displaystyle q_{1}} e {\displaystyle q_{2}} le cariche rispettivamente delle particelle 1 e 2, {\displaystyle m_{1}} e {\displaystyle m_{2}} sono le masse, {\displaystyle v_{1}} e {\displaystyle v_{2}} le velocità, {\displaystyle c} è la velocità della luce, {\displaystyle \mathbf {r} } è il vettore tra le due particelle con {\displaystyle {\hat {\mathbf {r} }}} il relativo versore.
La Lagrangiana libera è l'espansione di Taylor della Lagrangiana libera di due particelle relativistiche al secondo ordine in {\displaystyle v}. Il termine d'interazione di Darwin è dovuto all'effetto su una particella del campo magnetico generato dall'altra. Se si includono ordini maggiori di {\displaystyle v/c}, allora devono essere considerati anche i gradi di libertà del campo, e l'interazione fra le particelle non può essere più considerata istantanea.

## Derivazione della Lagrangiana nel vuoto
La Lagrangiana relativistica d'interazione per una particella con carica {\displaystyle q} interagente con un campo magnetico è
{\displaystyle L_{\text{int}}=-q\Phi +{q \over c}\mathbf {u} \cdot \mathbf {A} ,}
dove {\displaystyle \mathbf {u} } è la velocità relativistica della particella. Il primo termine a destra genera la classica interazione di Coulomb, mentre il secondo dà origine all'interazione di Darwin.
Il potenziale vettore nella gauge di Coulomb è descritto da (unità gaussiane)
{\displaystyle \nabla ^{2}\mathbf {A} -{1 \over c^{2}}{\partial ^{2}\mathbf {A}  \over \partial t^{2}}=-{4\pi  \over c}\mathbf {J} _{t}}
dove la corrente trasversa {\displaystyle \mathbf {J} _{t}} è la corrente solenoidale (vedere decomposizione di Helmholtz) generata dalla seconda particella. La divergenza della corrente trasversa è zero.
La corrente generata dalla seconda particella è
{\displaystyle \mathbf {J} =q_{2}\mathbf {v} _{2}\delta \left(\mathbf {r} -\mathbf {r} _{2}\right),}
che ha trasformata di Fourier
{\displaystyle \mathbf {J} \left(\mathbf {k} \right)\equiv \int d^{3}r\exp \left(-i\mathbf {k} \cdot \mathbf {r} \right)\mathbf {J} \left(\mathbf {r} \right)=q_{2}\mathbf {v} _{2}\exp \left(-i\mathbf {k} \cdot \mathbf {r} _{2}\right).}
La componente trasversa della corrente è
{\displaystyle \mathbf {J} _{t}\left(\mathbf {k} \right)=q_{2}\left[\mathbf {1} -\mathbf {\hat {k}} \mathbf {\hat {k}} \right]\cdot \mathbf {v} _{2}\exp \left(-i\mathbf {k} \cdot \mathbf {r} _{2}\right).}
Si verifica facilmente che
{\displaystyle \mathbf {k} \cdot \mathbf {J} _{t}\left(\mathbf {k} \right)=0,}
che deve essere vera se la divergenza della corrente trasversale è zero. Si vede che
{\displaystyle \mathbf {J} _{t}\left(\mathbf {k} \right)}
è la componente perpendicolare a {\displaystyle \mathbf {k} } della trasformata di fourier della corrente.
Dall'equazione del potenziale vettore, la sua trasformata di Fourier è
{\displaystyle \mathbf {A} \left(\mathbf {k} \right)={4\pi  \over c}{q_{2} \over k^{2}}\left[\mathbf {1} -\mathbf {\hat {k}} \mathbf {\hat {k}} \right]\cdot \mathbf {v} _{2}\exp \left(-i\mathbf {k} \cdot \mathbf {r} _{2}\right)}
dove si è tenuto l'ordine minore in {\displaystyle v/c}.
La trasformata inversa del potenziale vettore è
{\displaystyle \mathbf {A} \left(\mathbf {r} \right)=\int {d^{3}k \over \left(2\pi \right)^{3}}\;\mathbf {A} \left(\mathbf {k} \right)\;{\exp \left(i\mathbf {k} \cdot \mathbf {r} _{1}\right)}={q_{2} \over 2c}{1 \over r}\left[\mathbf {1} +\mathbf {\hat {r}} \mathbf {\hat {r}} \right]\cdot \mathbf {v} _{2}}
dove
{\displaystyle \mathbf {r} =\mathbf {r} _{1}-\mathbf {r} _{2}}
Il termine d'interazione di Darwin nella Lagrangiana è quindi
| {\displaystyle L_{\rm {D}}={q_{1}q_{2} \over r}{1 \over 2c^{2}}\mathbf {v} _{1}\cdot \left[\mathbf {1} +\mathbf {\hat {r}} \mathbf {\hat {r}} \right]\cdot \mathbf {v} _{2}} |
dove ancora si è tenuto solo l'ordine minore in {\displaystyle v/c}.

## Equazioni del moto lagrangiane
L'equazioni del moto per una particella è
{\displaystyle {d \over dt}{\partial  \over \partial \mathbf {v} _{1}}L\left(\mathbf {r} _{1},\mathbf {v} _{1}\right)=\nabla _{1}L\left(\mathbf {r} _{1},\mathbf {v} _{1}\right)}
{\displaystyle {d\mathbf {p} _{1} \over dt}=\nabla _{1}L\left(\mathbf {r} _{1},\mathbf {v} _{1}\right)}
dove {\displaystyle \mathbf {p} _{1}} è la quantità di moto della particella.

### Particella libera
Se si trascurano l'interazioni fra le due particelle, l'equazione del moto diventa
{\displaystyle {d \over dt}\left[\left(1+{1 \over 2}{v_{1}^{2} \over c^{2}}\right)m_{1}\mathbf {v} _{1}\right]=0}
{\displaystyle \mathbf {p} _{1}=\left(1+{1 \over 2}{v_{1}^{2} \over c^{2}}\right)m_{1}\mathbf {v} _{1}}

### Particelle interagenti
Per particelle interagenti, l'equazione del moto diventa
{\displaystyle {d \over dt}\left[\left(1+{1 \over 2}{v_{1}^{2} \over c^{2}}\right)m_{1}\mathbf {v} _{1}+{q_{1} \over c}\mathbf {A} \left(\mathbf {r} _{1}\right)\right]=-\nabla {q_{1}q_{2} \over r}+\nabla \left[{q_{1}q_{2} \over r}{1 \over 2c^{2}}\mathbf {v} _{1}\cdot \left[\mathbf {1} +\mathbf {\hat {r}} \mathbf {\hat {r}} \right]\cdot \mathbf {v} _{2}\right]}
| {\displaystyle {d\mathbf {p} _{1} \over dt}={q_{1}q_{2} \over r^{2}}{\hat {\mathbf {r} }}+{q_{1}q_{2} \over r^{2}}{1 \over 2c^{2}}\left\{\mathbf {v} _{1}\left({{\hat {\mathbf {r} }}\cdot \mathbf {v} _{2}}\right)+\mathbf {v} _{2}\left({{\hat {\mathbf {r} }}\cdot \mathbf {v} _{1}}\right)-{\hat {\mathbf {r} }}\left[\mathbf {v} _{1}\cdot \left(\mathbf {1} +3{\hat {\mathbf {r} }}{\hat {\mathbf {r} }}\right)\cdot \mathbf {v} _{2}\right]\right\}} |
{\displaystyle \mathbf {p} _{1}=\left(1+{1 \over 2}{v_{1}^{2} \over c^{2}}\right)m_{1}\mathbf {v} _{1}+{q_{1} \over c}\mathbf {A} \left(\mathbf {r} _{1}\right)}
{\displaystyle \mathbf {A} \left(\mathbf {r} _{1}\right)={q_{2} \over 2c}{1 \over r}\left[\mathbf {1} +\mathbf {\hat {r}} \mathbf {\hat {r}} \right]\cdot \mathbf {v} _{2}}
{\displaystyle \mathbf {r} =\mathbf {r} _{1}-\mathbf {r} _{2}}

## Hamiltoniana per due particelle nel vuoto
L'Hamiltoniana di Darwin per due particelle nel vuoto è collegata alla Lagrangiana tramite una trasformata di Legendre
{\displaystyle H=\mathbf {p} _{1}\cdot \mathbf {v} _{1}+\mathbf {p} _{2}\cdot \mathbf {v} _{2}-L.}
L'Hamiltoniana diventa
| {\displaystyle H\left(\mathbf {r} _{1},\mathbf {p} _{1},\mathbf {r} _{2},\mathbf {p} _{2}\right)=\left(1-{1 \over 4}{p_{1}^{2} \over m_{1}^{2}c^{2}}\right){p_{1}^{2} \over 2m_{1}}\;+\;\left(1-{1 \over 4}{p_{2}^{2} \over m_{2}^{2}c^{2}}\right){p_{2}^{2} \over 2m_{2}}\;+\;{q_{1}q_{2} \over r}\;-\;{q_{1}q_{2} \over r}{1 \over 2m_{1}m_{2}c^{2}}\mathbf {p} _{1}\cdot \left[\mathbf {1} +\mathbf {\hat {r}} \mathbf {\hat {r}} \right]\cdot \mathbf {p} _{2}.} |

## Equazioni del moto hamiltoniane
Le equazioni del moto hamiltoniane sono
{\displaystyle \mathbf {v} _{1}={\partial H \over \partial \mathbf {p} _{1}}}
e
{\displaystyle {d\mathbf {p} _{1} \over dt}=-\nabla _{1}H,}
che portano a
{\displaystyle \mathbf {v} _{1}=\left(1-{1 \over 2}{p_{1}^{2} \over m_{1}^{2}c^{2}}\right){\mathbf {p} _{1} \over m_{1}}-{q_{1}q_{2} \over 2m_{1}m_{2}c^{2}}{1 \over r}\left[\mathbf {1} +\mathbf {\hat {r}} \mathbf {\hat {r}} \right]\cdot \mathbf {p} _{2}}
e
| {\displaystyle {d\mathbf {p} _{1} \over dt}={q_{1}q_{2} \over r^{2}}{\hat {\mathbf {r} }}\;+\;{q_{1}q_{2} \over r^{2}}{1 \over 2m_{1}m_{2}c^{2}}\left\{\mathbf {p} _{1}\left({{\hat {\mathbf {r} }}\cdot \mathbf {p} _{2}}\right)+\mathbf {p} _{2}\left({{\hat {\mathbf {r} }}\cdot \mathbf {p} _{1}}\right)-{\hat {\mathbf {r} }}\left[\mathbf {p} _{1}\cdot \left(\mathbf {1} +3{\hat {\mathbf {r} }}{\hat {\mathbf {r} }}\right)\cdot \mathbf {p} _{2}\right]\right\}} |

Da notare che l'equazione di Breit della meccanica quantistica originariamente utilizzò l'Hamiltoniana di Darwin come punto di partenza classico, sebbene l'equazione di Breit fu meglio giustificata dalla teoria assorbitore-emettitore di Wheeler-Feynman e in modo migliore dall'elettrodinamica quantistica.